# Giraudia semiflava
Giraudia semiflava är en stekelart som beskrevs av Henry Keith Townes, Jr. och Gupta 1962. Giraudia semiflava ingår i släktet Giraudia och familjen brokparasitsteklar. Inga underarter finns listade i Catalogue of Life.